# Ambystoma mabeei
Ambystoma mabeei е вид земноводно от семейство Ambystomatidae.

## Разпространение
Видът е разпространен в САЩ.